# 马尔桑维利耶
马尔桑维利耶（法語：Marsainvilliers，法語發音：[maʁsɛ̃vilje]）是法国卢瓦雷省的一个市镇，位于该省北部，属于皮蒂维耶区。

## 地理
马尔桑维利耶（48°13'17"N, 2°17'4"E）面积10.82 平方千米，位于法国中央-卢瓦尔河谷大区卢瓦雷省，该省份为法国中北部省份，北起埃松省，西北接厄尔-卢瓦省，西南接卢瓦-谢尔省，南至涅夫勒省和谢尔省，东临约讷省，东北接塞纳-马恩省。
与马尔桑维利耶接壤的市镇（或旧市镇、城区）包括：拉穆吕、皮蒂维耶、邦达鲁瓦、昂让维尔、埃斯图伊、旧皮蒂维耶。

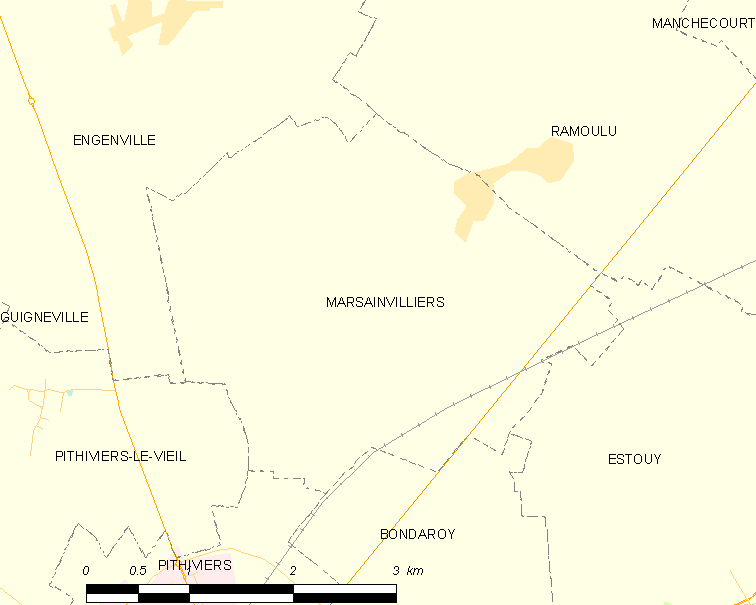
马尔桑维利耶的OSM定位图

马尔桑维利耶的时区为UTC+01:00、UTC+02:00（夏令时）。

## 行政
马尔桑维利耶的邮政编码为45300，INSEE市镇编码为45198。

## 政治
马尔桑维利耶所属的省级选区为勒马勒塞布瓦县。

## 人口

1962-2008年间马尔桑维利耶人口变化图示

马尔桑维利耶于2022年1月1日时的人口数量为313人。